# Noebesi
Noebesi is een bestuurslaag in het regentschap Timor Tengah Selatan van de provincie Oost-Nusa Tenggara, Indonesië. Noebesi telt 1308 inwoners (volkstelling 2010).